# Muntanyes Endicott
Les muntanyes Endicott (en anglès Endicott Mountains) són una serralada que formen part de la serralada Brooks, al nord de l'estat d'Alaska, Estats Units. Aquestes muntanyes es troben al bell mig de les muntanyes Brooks i s'estenen d'est a oest durant uns 240 km i de nord a sud per uns 110 km. El seu punt més elevat és el mont Kiev, que s'eleva fins als 2.370 msnm. A l'est hi ha les muntanyes Philip Smith i a l'oest les muntanyes Schwatka.
Les muntanyes Endicott es troben separades de les muntanyes Philip Smith pel Middle Fork del riu Koyukuk, la Dalton Highway i l'Atigun Pass. De les muntanyes Schwatka es troben separades pel llac Walker, els trams superiors del West Fork del riu Kobuk, l'Akabluak Pass i el riu Noatak.
De sud a nord la serralada presenta llargues i àmplies valls glacials amb turons arrodonits, els quals s'eleven més a la part central de la serralada. Els seus vessants septentrionals són més escarpats, abans de donar pas a la plana costanera àrtica.

## Geologia
Per sobre d'una base cristal·lina hi ha sediments precambrians i paleozoics metamorfitzats parcialment. Per sobre d'aquests hi ha sediments del Cambrià mitjà i conglomerat Kanayuk. El conglomerat Kanayuk és un dipòsit fluvial, fet per un riu a la plana d'inundació, i que pot tenir fins a 2.400 m de gruix. El Conglomerat Kanayuk va començar a dipositar-se durant el Devonià i va continuar durant el mississipià.